# A távcső világa
A távcső világa Kulin György 1941-ben, majd 1980-ig további három, javított, átdolgozott kiadásban megjelent csillagászati ismeretterjesztő műve.
A borítón szerzőként Kulin György lett feltüntetve, de a köteteket társszerzők bevonásával írta meg.
Külön érdekessége, különlegessége a köteteknek, hogy a csillagászati ismeretterjesztésen kívül nagy szerepet kapnak a csillagászattal kapcsolatos technikai kérdések, lencsés és tükrös távcsövek és mechanikájuk elkészítésének részletes ismertetése. Ezekkel a könyv és későbbi kiadásai az amatőrcsillagászok nélkülözhetetlen kézikönyvévé vált.

## Kiadások
Az első kiadás 1941 decemberében jelent meg Budapesten a Királyi Magyar Természettudományi Társulat gondozásában. Kulin társszerzője, Haeffner Tivadar írta a távcsőkészítésre vonatkozó részeket. A borítón a Hold fényképe és egy amatőrcsillagászt a távcsövével ábrázoló grafika látható.
A második kiadásra 1958-ban került sor a Gondolat Kiadó gondozásában. Ennél a kiadásnál a társszerző, Zerinváry Szilárd halála miatt néhány kisebb részt ifj. Bartha Lajos, Gauser Károly, Hernádi Károly, Orgoványi János, Róka Gedeon és Sinka József írt meg, illetve fejezett be. Borítóján a Szaturnusz színezett képe látható.
A harmadik átdolgozott kiadás 1975-ben jelent meg Kulin György és Róka Gedeon szerkesztésében (ISBN 963-280-133-4). Az egyes fejezeteket rajtuk kívül Balázs Béla, ifj. Bartha Lajos, Dezső Lóránt, Gesztesi Albert, Marik Miklós, Orgoványi János, Ponori Thewrewk Aurél és Schalk Gyula írta. (A szerzők közül Gesztesi Albert, a Mesterséges égitestek című fejezet írója csak a tartalomjegyzékben lett feltüntetve.) A kötet 10 000 példányban jelent meg. Borítóját Gazdag Sándor tervezte. Ezen a katowicei csillagvizsgáló főműszerének fotója alapján készített grafika és az Orion-köd fotójából összeállított montázs látható.
A negyedik, bővített kiadásra 1980-ban került sor (ISBN 963-280-817-7). Szerkesztőiként továbbra is dr. Kulin György és Róka Gedeon lett feltüntetve és a szerzők is maradtak az előző kiadásban feltüntetettek. A borítóterv az előző kiadás borítója alapján készült.

## Tartalom
A kötetek a Földtől kiindulva veszik sorra a Naprendszer égitestjeit, a csillagok, a Tejútrendszer világát, és tovább a legtávolabbi galaxisokig. A szerzők részletesen tárgyalják a különféle csillagászati jelenségek, problémák magyarázatát a modern fizika eredményeinek figyelembe vételével. Külön fejezet foglalkozik a csillagászat történelmével az ókortól a 20. századig. Az anyag első fele így elsősorban csillagászati-ismeretterjesztő jellegű. Második fele inkább az amatőrcsillagászok számára fontos ismereteket veszi sorra, kezdve a távcsövek, optikájuk és mechanikájuk elkészítésével, használatuk fortélyainak bemutatásával.